# إدموند جاكوبسون
إدموند جاكوبسون (بالإنجليزية: Edmund Jacobson)‏(22 أبريل 1888 - 7 يناير 1983) كان طبيبا أمريكيا في الطب الباطني والطب النفسي وفسيولوجي وكان خالق الاسترخاءالتدريجي للعضلات (بالانجليزية: Progressive muscle relaxation)والارتجاع البيولوجي (بالانجليزية: biofeedback)

## سيرة شخصية
ولد في 22 أبريل 1888، شيكاغو لفاني وموريس جاكوبسون.وكان والده سمسار عقارات في شيكاغو، الذي ولد في ستراسبورغ، وزوجته فاني ولدت في ولاية ايوا.
وحصل على بكالوريوس العلوم من جامعة نورث وسترن في عام 1908 في عامين فقط. حصل جاكوبسون على درجة M.A و Ph.D من جامعة هارفاردو عاد إلى شيكاغو كمساعد في علم وظائف الأعضاء وهناك حصل على درجة الدكتوراه من كلية راش الطبية في عام 1915 .
في عام 1921 , قدم جاكوبسون تطبيق المبادئ النفسية للممارسة الطبية التي سميت فيما بعد الطب النفسي. باستخدام جهاز ميكروفولتاجي منخفض (بالانجليزية: low microvoltage apparatus)قام جاكوبسون بعمل أول قياس كهربائي دقيق لانقباض العضلات، والنبضات العصبية والأنشطة العقلية في المواقع العصبية والعضلية في الرجال الاحياء.
وكان جاكوبسون قادرا على إثبات الصلة بين الشد العضلي المفرط واضطرابات مختلفة من الجسم والنفس ووجد أن الشد والجهد كان دائما مصحوبا بتقصير الألياف العضلية، وأن الانخفاض في الانقباض العضلي يقلل من نشاط الجهاز العصبي المركزي وأن الاسترخاء كان هو النقيض من حالات الإثارة ومناسب تماما كعلاج عام والوقاية من الاضطرابات النفسية الجسدية.
في عام 1929، بعد عشرين عاما من البحث، بدأ جاكوبسون بنشر نتائجه في كتاب «الاسترخاء التدريجي» الذي خرج للعالم في عام 1934 . كما أن خاطبه للجمهور مشيرا الي انه «يجب عليك ان تسترخي» يعتبر العمل الرئيسي له.
قام جاكوبسون بتعميق تحقيقاته من عام 1936 حتى عام 1960 في مختبر علم وظائف الأعضاء في شيكاغو كما واصل تحقيقاته في تسجيلات كيميائية وإلكترونية متزامنة في الإنسان في الصحة حتى السبعينيات.
توفي في 7 يناير 1983 في مستشفى جامعة نورث ويسترن في شيكاغو، إلينوي